# Elevador de Santa Justa

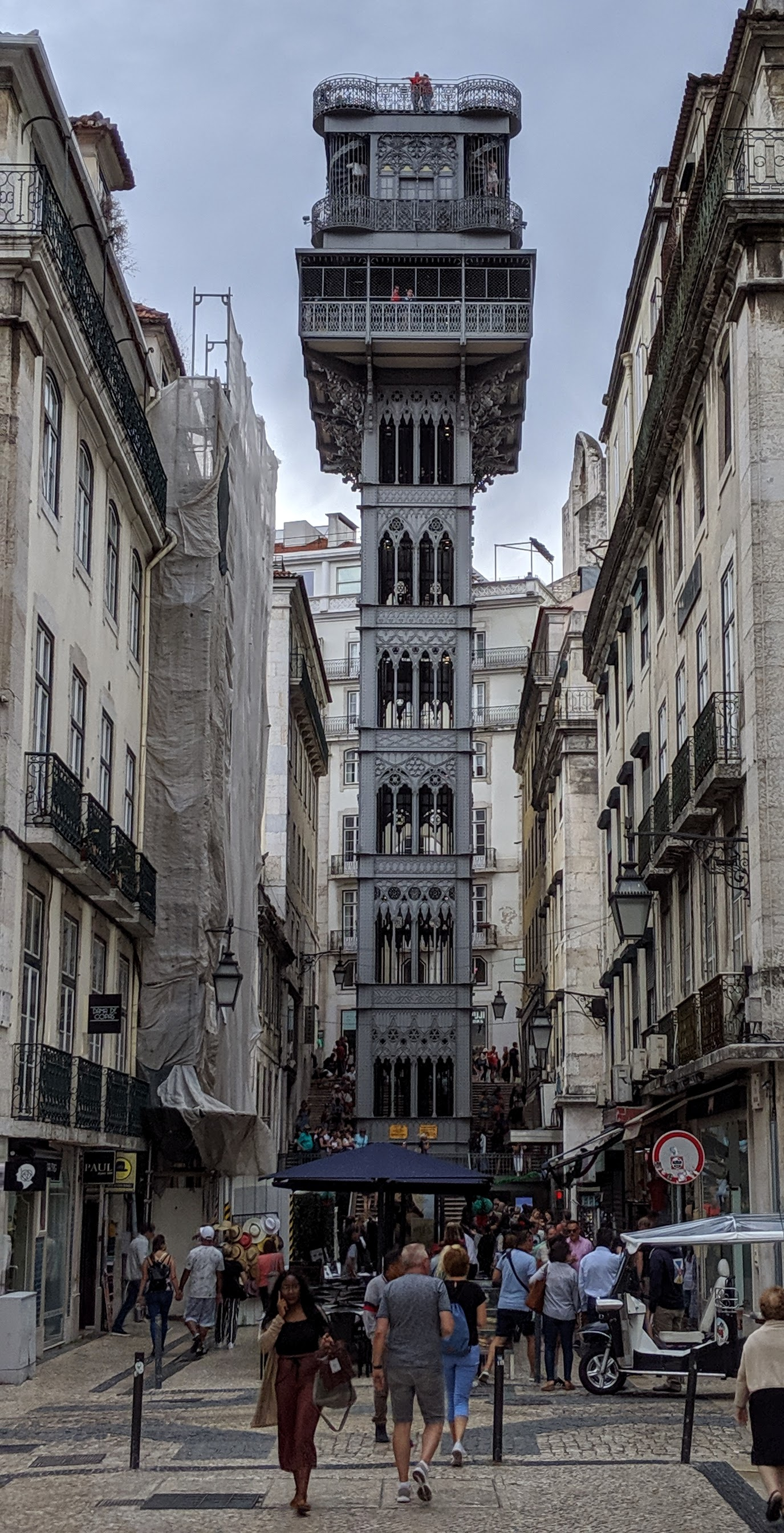
Elevador de Santa Justa.

Elevador de Santa Justa, även kallad Elevador do Carmo på portugisiska, är en hiss i centrala Lissabon i Portugal. Den förbinder de nedre delarna av staden (Baixa) med Bairro Alto och Largo do Carmo (Carmotorget) högre upp.
Elevador de Santa Justa ritades av en lärling till Gustave Eiffel, Raul Mesnier de Ponsard, en ingenjör född i Porto av franska föräldrar. Byggandet började 1900 och höll på till 1902. Från början drevs hissen av ånga men den konverterades till elektricitet 1907.
Järnhissen är 45 meter hög och dekorerad i nygotisk stil med olika mönster på varje våning. Den översta våningen nås genom en spiralformig trappa och har en terrass med utsikt över São Jorgeslottet, torget Rossio och Baixas grannskap. Det finns två hisskorgar, varje hisskorg har en interiör av trä och kan ta 24 passagerare.
Hissen har blivit en turistattraktion i Lissabon, bland stadens hissar så är Santa Justa den enda vertikala. Andra till exempel Elevador da Glória och Elevador da Lavra, är mer som bergbanor som klättrar upp längs Lissabons sluttningar.